# Mycetophila bolbachiensis
Mycetophila bolbachiensis är en tvåvingeart som beskrevs av Duret 1987. Mycetophila bolbachiensis ingår i släktet Mycetophila och familjen svampmyggor. Inga underarter finns listade i Catalogue of Life.